# IPv4位址枯竭

区域互联网注册机构的划分

IPv4地址枯竭（英語：IPv4 address exhaustion），又稱IPv4地址耗盡，為網際網路通訊協定第四版（IPv4）可使用的未核發位址完全用盡的狀況。由于IPv4地址長度僅有32位，可供全世界使用的IPv4地址僅有42億個，而當中又僅有一部分可作爲公共地址使用，因此從1980年代晚期開始，IPv4地址耗盡的顧慮便已經進入人們視界中。IPv6的研發及部署，主要就是為了解決這個問題。
IP地址的全球性管理機構為網際網路號碼分配局（IANA），其下有五個区域互联网注册管理机构（RIR）。由IANA管理的IPv4位址，已於2011年1月31日完全分派完畢。其他五個區域的可核發位址，除了为迁移IPv6而保留的最后一块/8地址外，也隨之陸續用盡：亞太地區在2011年4月15日用盡，爲首個用盡IPv4地址的地區；歐洲地區在2012年9月14日分派完畢；拉丁美洲及加勒比海地區爲2014年6月10日；北美地區爲2014年1月16日；非洲地区爲2017年4月21日。
在大块地址块用尽后，五个区域管理机构分别发布了最后一块/8地址的分配政策，随着地址耗尽的进展，政策也在相应变化，主要是限制并逐步减少每个会员的总IPv4地址申请数量以期延缓耗尽时间。IANA也在想尽办法在全球五个区域之间灵活调配剩余可用的较小的零碎的地址块给IPv4续命。然而，北美地区在2015年9月24日，欧洲地区在2019年11月25日，最终还是将所有可用的IPv4地址完全用尽了，同时启动了排队等位政策，只有老会员归还IPv4地址，新会员才能得到相应的IPv4地址。其余三个区域的剩余地址预计到2020年底也将陆续完全用尽。
在理論上，IPv4最多可以提供232=42億9496萬7296個IP位址，IANA及RIR可以用來核發的位址，各有1677萬7216個。在1991年11月，互联网工程任务组為了緩解這個問題的發生，首先設立了ROAD組織（Routing and Addressing Group）。1993年，推出了网络地址转换（NAT）與无类别域间路由（CIDR）兩個方案。但是這些過渡方案不但皆無法阻止位址枯竭問題的發生，只能減緩它的發生速度，還存在不少譬如打破端到端原則的弊端。因此，轉換到IPv6仍然是該枯竭問題的最終解決方案。

## 地址枯竭原因

### 移动设备
随着IP协议日益成为网络数字通信的事实标准，以及手机等移动设备的处理性能大幅上升，这些移动设备逐渐具备了连接互联网的能力，也因此需要被分配IP地址。4G设备的新规范中要求这类设备支持IPv6地址。

### 始终在线的连接
自2007年起，随着宽带互联网的加速推广，宽带在许多市场的渗透率已开始超过50%。相较于拨号上网，这些宽带连接往往始终处于活动状态，并且这些网关设备（如路由器、宽带调制解调器）长时间不关机运行，使得运营商无法从客户手中回收IPv4地址，也导致了运营商对IPv4地址的需求持续加速。

### 互联网人口大量增加
1990年，有能力使用互联网的家庭仅限于发达国家中的小部分家庭。仅仅15年后，发达国家中有将近一半的家庭拥有了连接互联网的能力，而发展中国家与地区如中国、印度，以及东南亚也开始布局互联网产业。自2010年代起，亚太地区对地址的需求已经与欧美地区处于同一个数量级，而可使用的IPv4地址却仍旧有限。

### 地址使用效率低下
在20世纪80年代获得IP地址的组织或机构，因为最初的分类网络型分配方法不足以反映合理的使用情况，其被分配的地址往往远超实际需要。例如，80年代许多大公司和大学被分配了A类地址块，每个A类地址块包含了超过1600万个IPv4地址，因为下一个分配单元，即包含65,536个地址的B类地址块，对于其预期的部署过小。许多在早期获得过多地址的组织或机构，继续将这些公共IP地址用于无法在被外部网络访问的设备，占据了可供公共网络使用的IP地址空间。

## 缓解方案
虽然IPv6为IPv4地址枯竭的实际解决方案，但是许多互联网服务提供商和软件供应商仍处于开始部署IPv6的阶段，因此各种缓解地址枯竭的方案陆续被各方提出：
- 网络地址转换（NAT）允许了同一个网络中的多台主机共享同一个IPv4公网地址，而网络中的主机只需被分配私有地址;
- 私有专用网络的划分使得一些网络无需使用公网地址[4]；
- 虚拟服务器得到推广，在这个模式下单一IP地址可以同时服务多个不同域名的网站；
- 区域互联网注册管理机构（RIR）对本地互联网注册管理机构（LIR）的地址分配进行更严格的控制，避免地址的浪费；
- 对原有的网络重新进行编号和子网划分，以回收一些在互联网早期分类网络时代被分配的大块地址空间，这些空间普遍利用效率不高。[5]

## 枯竭进度表

自1995年起，可供分配的IPv4地址数量

各个RIR的IPv4地址分配速度，可见IPv4枯竭以后分配速度急剧下降

### 互联网号码分配局IPv4地址枯竭
第一层是全球级的，IANA级别的枯竭。2011年1月31日，最后两个未核发的IANA地址块以标准分配程序分配给了亚太区域的互联网注册管理机构APNIC。此后，IANA 仅剩下5个/8大小的预留地址块，而这些地址块也随后在2011年2月3日的一个仪式上被平均分派给每个区域的互联网注册管理机构。自此，IANA彻底耗尽其所拥有的所有地址。
|      | 枯竭日期      |
| ---- | ------------- |
| IANA | 2011年1月31日 |

### 区域互联网注册管理机构IPv4地址枯竭
第二层是区域级的，即RIR级别的枯竭。这层枯竭发生后，由该区域管理的大洲的运营商通常无法再获得新的IPv4地址块。一般这层枯竭全部发生后的情况视为全球IPv4地址正式完全枯竭。
2011年4月15日，APNIC 成为第一个彻底耗尽 IPv4 地址的区域性互联网注册机构。自此，并非所有需要IPv4地址的人士或机构都将可以申请获得一个IPv4地址，有一部分终端会因电信级NAT等技术的使用，导致其被迫与他人共享同一个IPv4地址。此外，由于地址已经耗尽，在互联网完全过渡至IPv6协议之前，需要端到端连接的特定应用程序将无法在互联网上被普遍使用。然而，由于IPv6主机不能直接与IPv4主机通信，这意味着在这个过渡期间，除了新的IPv6地址之外，每个连接至互联网的主机仍必须具有IPv4访问能力，这导致运营商方面需要推行NAT64等技术以确保用户体验不受影响，这也使得推广难度大大增加。
自各大RIR的IPv4地址枯竭以来，有迹象表明IPv6部署的进度得到了极大的推动。 截止2023年，部分国家如越南、马来西亚、印度、德国、法国已经有超过一半互联网用户支持使用IPv6协议。
APNIC作为负责互联网扩张速度最快的亚太地区的RIR，因为其地址池已于2011年4月14日达到了仅剩一个 /8 块的临界水平，是第一个将每个成员的地址分配限制在1024个地址的RIR，并且这些地址的使用被严格规范，仅能用来协助ISP过渡到IPv6（例如用来运营电信级NAT）。
| RIR                                            | 第一阶段枯竭日期 | 第二阶段枯竭日期 | IPv4地址库规模（/24） |
| ---------------------------------------------- | ---------------- | ---------------- | --------------------- |
| 亚太互联网络信息中心（APNIC）                  | 2011年4月15日    | 预计2024年底     | 13,974                |
| 欧洲IP资源网络协调中心（RIPE NCC）             | 2012年9月14日    | 2019年11月25日   | -282                  |
| 美洲互联网号码注册机构（ARIN）                 | 2014年1月16日    | 2015年9月24日    | -431                  |
| 拉丁美洲和加勒比地区互联网络信息中心（LACNIC） | 2014年6月10日    | 2020年8月21日    | -2,496                |
| 非洲互联网络信息中心（AfriNIC）                | 2017年4月21日    | 预计2027年底     | 6,527                 |

1. ↑  第一阶段枯竭是指除了最后一块/8地址外，其余的IPv4地址已经全部发放完毕。此日期后调整IPv4地址发放政策并开始发放最后一块/8的地址。
2. ↑  第二阶段枯竭是指所有IPv4地址已经全部发放完毕。此日期后新的IPv4地址请求开始排队，除非有人返还旧地址，否则无法再获得新的IPv4地址。
3. ↑  数据截止至2021年11月30日。负数代表IP地址等待队列的长度。

### 国家互联网注册管理机构IPv4地址枯竭
第三层是国家/地区级的，NIR级别的枯竭，因国家/地区而异。全球共有9个国家网络中心。这层枯竭发生后，该国运营商通常无法再获得新的IPv4地址块。
| RIR    | NIR                                   | 枯竭日期 |
| ------ | ------------------------------------- | -------- |
| APNIC  | 中国互联网络信息中心（CNNIC）         | TBD      |
| APNIC  | 台灣網路資訊中心（TWNIC）             | TBD      |
| APNIC  | 日本互联网络信息中心（JPNIC）         | TBD      |
| APNIC  | 韩国互联网振兴院（KISA）              | TBD      |
| APNIC  | 越南互联网中心（VNNIC）               | TBD      |
| APNIC  | 印度互联网名称与号码注册机构（IRINN） | TBD      |
| APNIC  | 印尼互联网运营商组织（APJII）         | TBD      |
| LACNIC | .BR信息与协调中心（NIC.BR）           | TBD      |
| LACNIC | 墨西哥互联网络信息中心（NIC México）  | TBD      |

#### 中国大陆的IPv4地址枯竭进程
中国大陆自1994年起接入国际互联网，同年获得首个APNIC划分的地址块：43.224.0.0/11。中国大陆的IPv4地址分配分为三个阶段：
- 第一阶段自1994年至2011年，特点是：APNIC的IPv4地址块分配正常；中国大陆获得的IPv4地址块在满足全国互联网宽带接入端口的分配的基础上，尚能留有30%的余量；固定互联网方面，一级运营商（中国电信、联合网通、教育网等）及二级运营商（长城、移动宽带等）都能使用静态或动态NAT为用户分配IPv4公网地址；移动互联网则已经开始应用电信级NAT，但由于移动互联网尚处在2G及功能机时代，应用不多，问题亦不严重。
- 第二阶段自2011年至2017年，特点是：随着APNIC于2011年4月15日达到第一阶段地址枯竭（仅剩一个/8地址块）并限制每个成员单位只能再获得此最后/8地址块中的一个/22地址块（1024个IPv4地址），中国大陆的总IPv4地址数定格在3.3亿；随着3G、4G网络及宽带入户工程的建设以及国民生活水平的提高，互联网宽带接入端口仍以每年数千万的速度增长。结果，二级宽带运营商及三、四线城市全面应用电信级NAT；随着电信级NAT推广，家庭搭建个人网站及电驴等相当依赖公网IP的服务开始式微。
- 第三阶段自2018年起至今，特点是：随着个人网站大量迁移至各种云平台以及互联网用户继续增加，用于普通用户的公网IPv4地址进一步被压缩，结果即使是京沪的一级运营商亦开始采用电信级NAT[10]。同时，中共中央办公厅、国务院办公厅印发《推进互联网协议第六版（IPv6）规模部署行动计划》，全面开始IPv6部署；但运营商已经习惯靠电信级NAT解决IP地址不足的问题，向IPv6迁移意愿不大。截至2020年年底，中国大陆有IPv4地址3.41亿个（CNNIC持有0.62亿个或18.2%）、IPv6 /32地址块54,593个（CNNIC持有21,065个或38.6%）；对应光纤宽带用户4.54亿户、移动互联网用户9.86亿人。CNNIC的IPv4地址枯竭为时尚早。

### 运营商IPv4地址枯竭
第四层是ISP级的枯竭。这层枯竭发生后，最终用户无法再获得新的IPv4地址。

## 后枯竭时代的缓解方案
到了2008年，IPv4地址分配末期以及后枯竭时代的政策规划已然进行。数项推迟IPv4地址短缺以及缓解其效果的提案已被提出：

### 回收未使用的 IPv4 空间
在仍然使用分类网络作为分配模型的时代，许多机构或组织被分配给予了大小可观的IP地址块。如今的互联网已转型使用无类别域间路由（CIDR），而互联网号码分配局（IANA）可能会回收这些IP范围并以较小的地址块将这些地址重新分配给其他机构。ARIN、RIPE NCC 和 APNIC 也制定了地址转移策略，以便将这些地址收回，并且将其重新分配。然而，由于对大型网络进行重新编号需要大量的人力和时间成本，因此这类回收行为很有可能会受到相关组织或机构的反对，并且产生法律冲突。值得一提的是，即使这些地址都被回收了，也只能推迟地址枯竭的时间，无法彻底解决该问题。
一些组织和机构已自愿回收并归还大量IP地址。较为知名的例子有斯坦福大学，其在2000年放弃了一块A类IP地址块，从而释放了1600万个IP地址供公共互联网使用。其它这么做的机构有BBN科技公司以及Interop组织。

### IP 地址市场
建立买卖IPv4地址的市场被认为是解决IPv4稀缺问题的一种手段，其允许人们以买卖的形式重新分配IPv4地址。IPv4地址市场的主要好处是它允许买家保持本地网络功能不受干扰，而无需将精力投入尚未成熟的IPv6技术栈中。虽然IPv6的部署已陆续在各地展开，但目前仍处于早期阶段，增加IPv6兼容性需要大量的资源投入，同时需要解决与IPv4不兼容的问题，以及一定的安全和稳定性方面的风险。尽管如此，IP地址市场的实用性和可行性仍存在着争议：
- 创建IPv4地址市场只会在相对较短的时间内延迟 IPv4 地址空间的实际耗尽，因为公共互联网仍处于增长期，IPv4始终会面临地址不足的问题。
- 尽管美国国家科学基金会总法律顾问在一封信函中假定了IP地址所有权[20] ，但ARIN和RIPE NCC的政策文件以及ARIN注册服务协议明确否认了IP地址作为财产的合法所有权的概念。基金会后来表示，该观点并非官方观点，美国商务部随后也发表声明表示“美国USG公司参与制定，并且支持互联网技术社区通过ARIN商定的政策、流程和程序。”[21][22]
- IP地址的即兴交易可能会导致路由表碎片化，使得全局路由表的大小增加，从而导致路由内存资源不足的路由器出现问题。

### IPv4至IPv6过渡机制
随着可用公共IPv4地址的耗尽，一些运营商将无法向期客户提供全球可路由的IPv4地址，而客户可能仍然需要访问IPv4互联网上的服务。因此，各方已经开发了多种技术，以允许运营商利用IPv6网络基础设施，向客户提供连接至IPv4互联网的服务。
在IPv4的电信级NAT中，运营商可以在其网络内实施IPv4网络地址转换，并将其网络内的特定私有IPv4地址分配给客户。NAT有效降低了运营商所需的IPv4地址，并有估计认为，使用NAT后的美国运营商所拥有的IP数量，是其为其现有客户提供服务所需的5至10倍。传统的电信级NAT方案（亦称NAT444）好处在于解决IPv4地址不足的同时，又无需客户更新其网关设备便能继续享有IPv4服务，但弊端是客户无法继续使用那些需要公共IP地址的互联网服务，又或者会导致用户的私有地址与运营商使用的私有地址冲突。
为解决传统电信级NAT的问题，NAT64、A+P、双栈精简版等以IPv6网络为基础、IPv4
为服务的IPv4即服务（IPv4 as a Service）机制纷纷被提出，但这些机制仍无法解决IPv4用户在NAT下失去端到端连接等问题。